# Corinne Rey-Bellet
Pour les articles homonymes, voir Rey et Bellet (homonymie).
Corinne Rey-Bellet est une skieuse alpine suisse née le 2 août 1972 à Val-d'Illiez et morte assassinée le 30 avril 2006 aux Crosets.

## Biographie
Elle obtient cinq podiums lors de la Coupe du monde de ski alpin 2002 et gagne une médaille d'argent lors des Championnats du monde de ski alpin 2003 à Saint-Moritz. Elle se retire la même année à cause d'une blessure au genou droit.

### Assassinat
Le 30 avril 2006, Corinne Rey-Bellet et son frère Alain sont assassinés avec une arme à feu par son mari Gerold Stadler. La mère de Corinne, Verena, est grièvement blessée. Le drame s'est déroulé dans le chalet de ses parents aux Crosets, une station de sports d'hiver dans le Val d'Illiez. Le fils de la skieuse, Kévin, alors âgé de 2 ans et demi, s'en est sorti indemne ainsi que le père de Corinne qui avait quitté la demeure parentale quelques instants avant le drame. Corinne et son mari étaient séparés depuis dix jours.
Son époux a été retrouvé mort par un promeneur, le 3 mai à 20 h 15, à 250 mètres du village de Huémoz dans la commune d'Ollon, plus de 36 heures après sa mort. Il s'est suicidé avec son pistolet d'ordonnance en tirant une balle dans la tempe droite, à bout touchant. Sa mort a été immédiate. L’intervention d'un tiers a pu être exclue.

## Palmarès

### Jeux olympiques d'hiver
| Épreuve / Édition | Albertville 1992 | Nagano 1998 | Salt Lake City 2002 |
| Descente          | -                | 30e         | 5e                  |
| Super-G           | -                | 31e         | 9e                  |
| Slalom géant      | 17e              | -           | 13e                 |

### Championnats du monde
| Épreuve / Édition | Morioka Shizukuishi 1993 | Sierra Nevada 1996 | Vail/Beaver Creek 1999 | St. Anton 2001 | St. Moritz 2003 |
| Descente          | -                        | 10e                | 17e                    | 4e             | Argent          |
| Super-G           | 40e                      | 10e                | 8e                     | 6e             | 7e              |
| Slalom géant      | 14e                      | -                  | 6e                     | DNF2           | -               |
| Combiné           | -                        | -                  | 8e                     | 4e             | -               |

| Épreuve / Édition | Aleyska 1989 | Zinal 1990 | Geilo/Hemsedal 1991 |
| Descente          | 17e          | 4e         | 22e                 |
| Super G           | 21e          | 4e         | -                   |
| Slalom géant      | -            | -          | 6e                  |
| Slalom            | 23e          | 10e        | 17e                 |
| Combiné           | –            | –          | 8e                  |

### Coupe du monde de ski alpin
- Meilleur classement au général : 7e en 2002 :
  - 5 victoires en course (3 en descente, 2 en super G)

#### Différents classements en Coupe du monde
| Année/Classement | Année/Classement | Général | Général | Descente | Descente | Super G | Super G | Géant  | Géant  | Slalom | Slalom | Combiné | Combiné |
| ---------------- | ---------------- | ------- | ------- | -------- | -------- | ------- | ------- | ------ | ------ | ------ | ------ | ------- | ------- |
| Année/Classement | Année/Classement | Class.  | Points  | Class.   | Points   | Class.  | Points  | Class. | Points | Class. | Points | Class.  | Points  |
| 1992             | 1992             | 64e     | 98      | -        | -        | -       | -       | 22e    | 98     | -      | -      | -       | -       |
| 1993             | 1993             | 56e     | 104     | -        | -        | 48e     | 7       | 18e    | 85     | 53e    | 12     | -       | -       |
| 1994             | 1994             | 65e     | 90      | -        | -        | -       | -       | 21e    | 90     | -      | -      | -       | -       |
| 1995             | 1995             | 60e     | 95      | -        | -        | -       | -       | 22e    | 95     | -      | -      | -       | -       |
| 1996             | 1996             | 52e     | 124     | 35e      | 38       | 28e     | 39      | 23e    | 47     | -      | -      | -       | -       |
| 1998             | 1998             | 43e     | 162     | 44e      | 3        | 12e     | 127     | 33e    | 32     | -      | -      | -       | -       |
| 1999             | 1999             | 10e     | 720     | 9e       | 251      | 7e      | 272     | 11e    | 197    | -      | -      | -       | -       |
| 2000             | 2000             | 11e     | 691     | 4e       | 435      | 15e     | 146     | 20e    | 110    | -      | -      | -       | -       |
| 2001             | 2001             | 8e      | 744     | 8e       | 212      | 7e      | 267     | 5e     | 265    | -      | -      | -       | -       |
| 2002             | 2002             | 7e      | 618     | 3e       | 414      | 16e     | 87      | 18e    | 117    | -      | -      | -       | -       |
| 2003             | 2003             | 15e     | 436     | 5e       | 230      | 12e     | 206     | -      | -      | -      | -      | -       | -       |

#### Détail des victoires
| Édition / Épreuve | Descente              | Super-G     | Total |
| 1999              | Sankt Anton           | Sankt Anton | 2     |
| 2000              | Altenmarkt-Zauchensee | -           | 1     |
| 2001              | -                     | Are         | 1     |
| 2002              | Lenzerheide           | -           | 1     |
| Total             | 3                     | 2           | 5     |

## Hommage
En 2021, le portrait de Corinne Rey-Bellet est sélectionné par des étudiants en histoire du Collège de l'Abbaye de Saint-Maurice parmi les 8 portraits de Valaisannes réalisés par les expertes de l'association Via Mulieris, pour l'exposition Hommages 2021. Le portrait de Corinne Rey-Bellet, accompagné de celui de la femme politique Françoise Vannay-Bressoud, est exposé dans les rues de Berne pour commémorer le cinquantenaire du suffrage féminin en Suisse.

## Référence
1. ↑  « Corinne Rey-Bellet assassinée par son mari », sur rts.ch, 15 novembre 2006.
2. ↑  « Le mari de Corinne Rey-Bellet retrouvé mort », sur rts.ch, 15 novembre 2006.
3. ↑  « Hommage2021 », sur Hommage 2021, 2020 (consulté le 2 janvier 2022)
4. ↑  ATS, « Culture: Berne rendra hommage aux 50 ans du suffrage féminin », Le Nouvelliste,‎ 17 août 2020 (lire en ligne)
5. ↑  Michel Guillaume, « Brigitte Studer, vox femina », Le Temps,‎ 15 décembre 2020 (lire en ligne)